# 泰瑞·麥克多諾
泰瑞·麥克多諾（英語：Terry McDonough）是一名英國電視導演。
他自1985年以來一直活躍，1990年代的大部分時間都是一名電影電工和攝影操作者。他曾執導《山區診所》、《心之所在》、《Sweet Medicine》、《The Royal》、《心理追兇》、《街區》和《Vincent》的集數。
2008年，他開始執導美國電視劇《最後一刻》、《絕命毒師》、《狼門血影》、《非凡家庭》、《迷幻學院》、《犯罪心理：嫌犯動機》和疑案迷你劇《Clue》的集數。
2013年1月，他被宣佈為BBC文獻紀錄片《時空冒險》的導演，該片描繪了代表性的英國科幻劇集《異世奇人》的創作。
2015年，他執導《太空無垠》的試播集，還有季度結局。

## 外部連結
- 泰瑞·麥克多諾在互联网电影资料库（IMDb）上的資料（英文）